# Битва за Араве
Битва за Араве (также известная как Операция «Директор») (15 декабря 1943 — 24 февраля 1944 года) — сражение между Союзниками и Японской империей происходившее в ходе Ново-Британской кампании Второй мировой войны.
Сражение являлось частью операции «Картвэлл», и служило отвлекающим манёвром перед высадкой на Мыс Глостер в конце декабря 1943 года. Японские военные ожидали наступления союзников на западе Новой Британии, и укреплял регион во время высадки союзников в районе острова Араве 15 декабря 1943 года. Союзники овладели островом после месяца борьбы с японской армией.